# Gringo Bamba
Gringo Bamba (* 22. Februar 1987 in Koblenz; bürgerlich C.M. Ramos Wahl) ist ein deutscher Rapper mit peruanischen Wurzeln.

## Jugend und Familie
Gringo Bamba wurde als Sohn einer deutschen Mutter und eines peruanischen Vaters in Koblenz geboren. Der Einfluss von Eurodance, Salsa, Merengue, Dancehall, Reggae und Hip Hop spiegelt sich in seinen Songs wider.
Seit 2022 lebt Gringo Bamba in Lateinamerika. Nach längeren Aufenthalten in Mexiko und Peru wurde er in Medellin/Kolumbien sesshaft.

## Karriere
In der COVID Zeit errichtete Gringo Bamba zusammen mit seinen Brüdern und dem Kölner Rapper Rrotzer ein Home Studio. Dort entwickelten sie in den darauffolgenden Jahren Songs wie Ponte Bonita und Blonde Chaya. 2023 und 2024 erreichte er mit dem Lied Blonde Chaya eine Platzierung in den deutschen Singlecharts auf Platz vier und eine goldene Schallplatte. In den Schweizer Charts erreichten die beiden Künstler Platz 17.